# ديف إيفانز
ديف إيفانز (بالإنجليزية: Dave Evans)‏ (20 مايو 1958 بويست بروميتش في المملكة المتحدة - ) هو لاعب كرة قدم بريطاني في مركز الدفاع. لعب مع أستون فيلا وبرادفورد سيتي ونادي هاليفاكس تاون وBrighouse Town F.C. ‏.

## وصلات خارجية
- ديف إيفانز على موقع قاعدة بيانات كرة القدم.إي يو (الإنجليزية)